# Jean de Neuflize
Pour les articles homonymes, voir Neuflize (homonymie).
Jean Frédéric André Poupart, baron de Neuflize, né le 21 août 1850 à Paris et mort le 20 septembre 1928 au château des Coye à Coye-la-Forêt (Oise), est un banquier et cavalier français.

## Biographie
Jean de Neuflize est issu d'une famille de la haute société protestante. Il est le fils d'André Poupart, baron de Neuflize, diplomate et banquier, et de Marie-Louise André, ainsi que le petit-fils de André de Neuflize et d'Henriette André-Walther ; il épouse le 28 avril 1874 à Paris 9e, Madeleine Dollfus-Davillier, nièce de Camille Dollfus. Il est le père de Jacques, baron de Neuflize et de Roberte de Neuflize (l'épouse de Vere Ponsonby).
Il suit ses études au Lycée Saint-Louis, puis au Lycée Bonaparte, et devient banquier. Il succède à son père à la tête de la banque Neuflize & Cie.
Il est régent de la Banque de France de 1902 à 1928.
Il prend part à la création en 1904 de la Banque de l'Union parisienne.
Il succède à son oncle Alfred André en tant que président de la Société anonyme des eaux minérales d'Évian-les-Bains, de la Compagnie d'assurances générales, de la Banque ottomane de 1919 à 1928 (dont il est membre du Comité parisien de 1896 à 1928) et de la Régie co-intéressée des tabacs de l'empire ottoman, vice-président de la Compagnie des tabacs du Portugal et du PLM, administrateur de la Banque hypothécaire d'Espagne, de la Banque de l'Union européenne industrielle et financière, de la Banque de Syrie et de la Compagnie des mines de zinc du Silésie. Il est également membre du conseil de surveillance de Schneider.
Impliqué dans le monde hippique, il obtient la médaille de bronze aux Jeux olympiques d'été de 1900 en attelage de quatre chevaux, mais cette compétition n'est pas reconnue par le Comité international olympique. Il était membre du Comité de la Société hippique française et commissaire et administrateur délégué de la Société des Steeple-Chases de France.

## Palmarès
- Jeux olympiques :  Médaille de bronze en attelage à quatre aux Jeux olympiques d'été de 1900 à Paris (France)

## Sources
- Jean Lambert-Dansette, Histoire de l'entreprise et des chefs d'entreprise en France:Le temps des pionniers (1830-1880) - Des jalons d'existence, Volume 3, 2003